# مسجد حطیطه
مسجد حطیطه مربوط به اوایل دوره قاجار است و در شهرستان بردسکن، بخش انابد، دهستان صحرا، روستای حطیطه واقع شده و این اثر در تاریخ ۲۷ آبان ۱۳۸۵ با شمارهٔ ثبت ۱۶۴۷۶ به‌عنوان یکی از آثار ملی ایران به ثبت رسیده است.